# Mark Stucky
Mark Stucky (* 1959) ist ein US-amerikanischer Testpilot und ehemaliges Mitglied der Pilotenteams von SpaceShipTwo.

## Leben
Mark Stucky wuchs auf in Salina (Kansas) in einer mennonitischen Familie. Sein Vater war Physiklehrer am lokalen College und ein Bewunderer des Raumfahrtprogramms. Der Astronautenwunsch seines Sohnes war für sein Verständnis trotzdem unerreichbar. Traditionellerweise verweigern Mennoniten den Militärdienst und Astronauten wurden aus dem Militär ausgewählt.
Stucky begann am 15. Mai 1974 mit Unterstützung seines Vaters mit dem Fliegen von Hängegleitern. Er studierte an der Kansas State University Naturwissenschaften und erhielt seinen Bachelor of Science im Jahr 1980. Danach widersetzte er sich seinem Vater und schrieb sich bei den Marines ein. 1982 durchlief er bei den Marines auf der Marine Corps Air Station Yuma die Ausbildung auf F-4 Phantom II. Nach der Umschulung flog er auf F/A-18 auch Kriegseinsätze im Zweiten Golfkrieg. Nach dem Krieg setzte er seine Ausbildung fort und erreichte einen Master of Science in Aeronautik an der University of Tennessee.
1989 hatte sich Stucky bei der NASA als Astronaut beworben. Er schaffte es dort aber auch zwei Jahre später nur bis in die finale Auswahl. Die NASA offerierte ihm 1993 stattdessen einen Job als Testpilot. Ab 1994 arbeitete er beim Dryden Flight Research Center. Unter anderem flog er 1997 die SR-71 Blackbird.
Schon während der Arbeit bei der NASA hatte er für ein Projekt Burt Rutan kontaktiert. Bei seiner Kündigung bei NASA 1999 schrieb er: “It is disappointing to me that the world’s premier flight-test organization could consider going for extended periods without any . . . piloted research projects” und “Dryden established its reputation by making the impossible possible but increasingly we seem content to make the possible impossible.”
Bis 2003 flog er für die United Airlines. Danach flog er für die Air Force und bildete unter anderem Personal der neuen Irakischen Luftwaffe aus. Stucky schrieb auch ein Buch über das Gleitschirmfliegen. Gegen Ende 2007 hatte er sich bei Scaled Composites über Jobmöglichkeiten informiert. Im März 2008 stellte er sich dem Direktor näher vor. Einen Monat später hatte er einen schweren Unfall mit seinem Gleitschirm.

### Scaled Composites ab 2009
2009 wurde Stucky als Testpilot bei Scaled Composites angestellt. Er und Peter Siebold zeichneten verantwortlich für die Testflüge mit dem Trägerflugzeug und dem Raumgleiter SpaceShipTwo. Am 10. Oktober 2010 flog Siebold den ersten Gleitflug. Der sechzehnte Gleitflug am 29. September 2011 mit Stucky am Steuer diente der Erforschung zur Tendenz des Gleiters zum Flattern. Beim Einleiten der dazu ausgewählten Flugsequenz mit einem Sturzflug geriet das Flugzeug in ein Rückentrudeln. Dank der verstellbaren Heckausleger („Feather“) konnte Stucky das Flugzeug stabilisieren. Am 31. Oktober 2014 führte genau diese „Feather“-Funktion zum Absturz der VSS Enterprise.
Peter Stucky hatte 2013 ersatzweise die raketenbetriebenen Testflüge begonnen: Zu der Zeit hatte sich Siebold von einem Gleitschirmunfall erholen müssen. Wegen Problemen mit Triebwerksvibrationen war bei allen Flügen die Brenndauer des Raketentriebwerks auf unter 30 Sekunden beschränkt. Die Brenndauer am 28. April 2013 betrug nur 16 Sekunden. Bei diesem ersten raketengetriebenen Flug musste der Gleiter im Transsonischen Bereich entschlossen auf Kurs gehalten werden. Diese Probleme konnten mit Verfeinerungen am Gleiter sowie mit verbesserter Kommunikation im Cockpit bei den Testflügen unter Stucky im September 2013 und Januar 2014 eliminiert werden.
Stucky hatte den verhängnisvollen vierten Flug am 31. Oktober 2014 vom Boden aus mitverfolgt. Dabei hörte er die unerklärliche und unfallverursachende Ansage „Unlocking“ von Michael Alsbury. Mit einem Sprung in Richtung Ruftaste wollte Stucky die Ausführung verhindern. Er musste aber zugleich und zuvor noch sicher gehen betreffend der Geschwindigkeit der Enterprise und damit der Gefahr im Transsonischen Bereich. Die Entriegelung konnte er nicht mehr verhindern und der Gleiter brach auseinander. Während sich Siebold glücklich in über 15 Kilometern Höhe mit einem Fallschirm retten konnte und dabei nicht lebensgefährlich verletzt wurde, starb Michael Alsbury im zerstörten Gleiter. Mehrere Wochen suchten Stucky und andere Mitarbeiter nach kleinen Trümmerstücken in der Wüste abseits der Hauptabsturzstellen.
Stucky bekam nach einer Zeit der Unsicherheit einen Testpiloten-Job bei Virgin Galactic angeboten. Im Dezember 2016 flog Stucky den ersten Gleitflug des neuen Gleiters VSS Unity. Eine blaue Hintergrundbeleuchtung der Höhen- und der Geschwindigkeitsanzeige zeigte den Piloten nun bei diesem Gleiter die Überschallphase zusätzlich an.
Im 2018 war Mark Stucky lead test pilot und flight-test director. Am 5. April 2018 war Stucky im Cockpit während des ersten raketengetriebenen Fluges. Am 13. Dezember 2018 flog er mit Unity über die 50-Meilen-Grenze hinaus. Dies brachte ihm das Abzeichen Commercial Space Astronaut Wings der Federal Aviation Administration ein.
Im Juli 2021 trug er keine Verantwortung mehr und wurde eine Woche nach dem Flug vom 11. Juli entlassen.